# Vaiaau
Vaiaau es una comuna asociada de la comuna francesa de Tumaraa que está situada en la subdivisión de Islas de Sotavento, de la colectividad de ultramar de Polinesia Francesa.

## Composición
La comuna asociada de Vaiaau comprende una fracción de la isla de Raiatea y los siete motus más próximos a dicha fracción:
| Comuna asociada de Vaiaau      |                  |                  |                    |
| Fracción de la isla de Raiatea | Población (2012) | Superficie (km²) | Densidad (hab/km²) |
| Vaiaau                         | 879              | -                | -                  |
| Islotes                        | Población (2012) | Superficie (km²) | Densidad (hab/km²) |
| Hu                             | -                | -                | -                  |
| Nuutere                        | -                | -                | -                  |
| Paria                          | -                | -                | -                  |
| Punaeroa                       | -                | -                | -                  |
| Roa                            | -                | -                | -                  |
| Tapute                         | -                | -                | -                  |
| Toamaro                        | -                | -                | -                  |

## Demografía
| Gráfica de evolución demográfica de Vaiaau entre 1977 y 2012 |
|                                                              |

Fuente: Insee